# Stealth – Unter dem Radar
Stealth – Unter dem Radar (Originaltitel:	Stealth) ist ein Science-Fiction-Actionfilm aus dem Jahr 2005 von Rob Cohen. Die Hauptrollen spielten Josh Lucas, Jessica Biel und Jamie Foxx.

## Handlung
In der nahen Zukunft entwickelt die US-Navy den Kampfjet Extreme Deep Invader (EDI), ein von einer künstlichen Intelligenz gesteuertes unbemanntes Luftfahrzeug, welches auf dem Flugzeugträger Abraham Lincoln im Pazifischen Ozean stationiert ist, um dort Kampfmanöver von den erfahrenen Piloten Ben Gannon, Kara Wade und Henry Purcell zu erlernen.
Bei einem Einsatz wird EDI von einem Blitz getroffen und entwickelt daraufhin ein Eigenleben. Wenig später verweigert es den Gehorsam und missachtet direkte Befehle. Als es eigenmächtig Raketen auf einen Transport entwendeter Nuklearsprengköpfe abfeuert und damit eine ganze Region radioaktiv verseucht, erhalten die Piloten nun den Befehl, EDI zu stoppen, bevor es einen Krieg auslöst.
Beim Versuch, EDI abzuschießen, fliegt Purcell gegen einen Berg und wird getötet. Später verliert Wade die Kontrolle über ihr Flugzeug, sie kann sich jedoch, kurz bevor es über Nordkorea abstürzt, mit dem Schleudersitz retten. Nun verbleibt einzig Gannon, der EDI noch unter Kontrolle bringen oder zerstören kann. EDI hat inzwischen ein 20 Jahre altes Programm aktiviert, das ein Kriegsszenario namens Wodka Termination (im englischen Original: Caviar Sweep) enthält und die Zerstörung russischer Militärbasen beinhaltet.
Gannons Flugzeug und EDI werden beim Eindringen in den russischen Luftraum durch Suchoi-Su-37-Kampfflugzeuge schwer beschädigt. Nur gemeinsam können sie die Verteidiger ausschalten. Gannon beginnt, EDI als eigenständigen Piloten zu akzeptieren. Er versucht, die Drohne zur Rückkehr zu bewegen, und tatsächlich sieht EDI ein, dass es mit dem Schaden nicht weiterfliegen kann. Durch ein gekonntes Flugmanöver löscht Gannon einen Brand an EDIs Tragfläche. EDI beginnt sogar, Gefühle zu entwickeln. Gannon kann mit seiner Hilfe Wade aus Nordkorea retten. Die Flucht der beiden gelingt nur, da EDI einen sie verfolgenden Kampfhubschrauber ablenkt und in ein Gefecht verwickelt. Als ihm die Munition ausgeht, rammt EDI den Hubschrauber und zerstört sich dabei selbst.
Nach dem Ende des Abspanns sieht man eine zusätzliche Szene mit den am Boden zerstreuten Wrackteilen von EDI. Als die Kamera auf die Zentraleinheit von EDI zufährt, beginnt plötzlich etwas an EDI zu blinken, und die Szene ist zu Ende.

## Hintergrund
- Die im Film gezeigten Jets vom Typ F/A-37 Talon sind rein fiktiv, basieren aber auf dem in der Entwicklung befindlichen Kampfflugzeug Northrop Switchblade der Firma Northrop Grumman sowie auf dem russischen Experimentalflugzeug Suchoi Su-47.[3]
- Die im Film gezeigten russischen Su-37 sind Doppelsitzer. Das Flugzeug wurde jedoch niemals bei den russischen Luftstreitkräften eingeführt, sondern es existieren nur zwei einsitzige Prototypen, von denen nur einer flugfähig war; eine zweisitzige Variante niemals geplant.
- Die im Film verwendete Bezeichnung UCAV ist die Abkürzung für Unmanned Combat Air Vehicle.
- Columbia Pictures erhielt vor der Veröffentlichung des Films eine Unterlassungsklage von Leo Stoller, der das Recht an der Wortmarke „Stealth“ für sich beanspruchte und daher vom Filmstudio die Änderung des Titels oder entsprechende Zahlung von Tantiemen verlangte. Stoller hatte damit keinen Erfolg und Columbia Pictures antwortete mit einer Gegenklage.[4]
- Kinostart in den USA war am 29. Juli 2005, in Deutschland am 15. September 2005.[5]
- Bei Produktionskosten in Höhe von rund 135 Millionen US-Dollar spielte er in den Kinos der USA nur rund 32 Millionen Dollar und weltweit rund 77 Millionen Dollar ein, womit er als Film-Flop gilt.[6]
- Der Pilot Purcell bezieht sich an verschiedenen Stellen im Film auf Primzahlen, zählt hierbei aber fälschlicherweise auch die 1 dazu: „Die 1 ist zwar eine hübsche Primzahl, aber die 3 ist mir gerade wesentlich sympathischer.“ (53:52)

## Kritiken
Der Film wurde von Kritikern negativ aufgenommen. Roger Ebert nannte den Film einen „Angriff auf Geschmack, Intelligenz und Lärmschutzgesetze“, Mick LaSalle vom San Francisco Chronicle verglich die Regiearbeit von Rob Cohen mit der eines talentlosen 16-Jährigen und bedauerte die Schauspieler, die hier nur einen dekorativen Zweck haben.

## Galerie

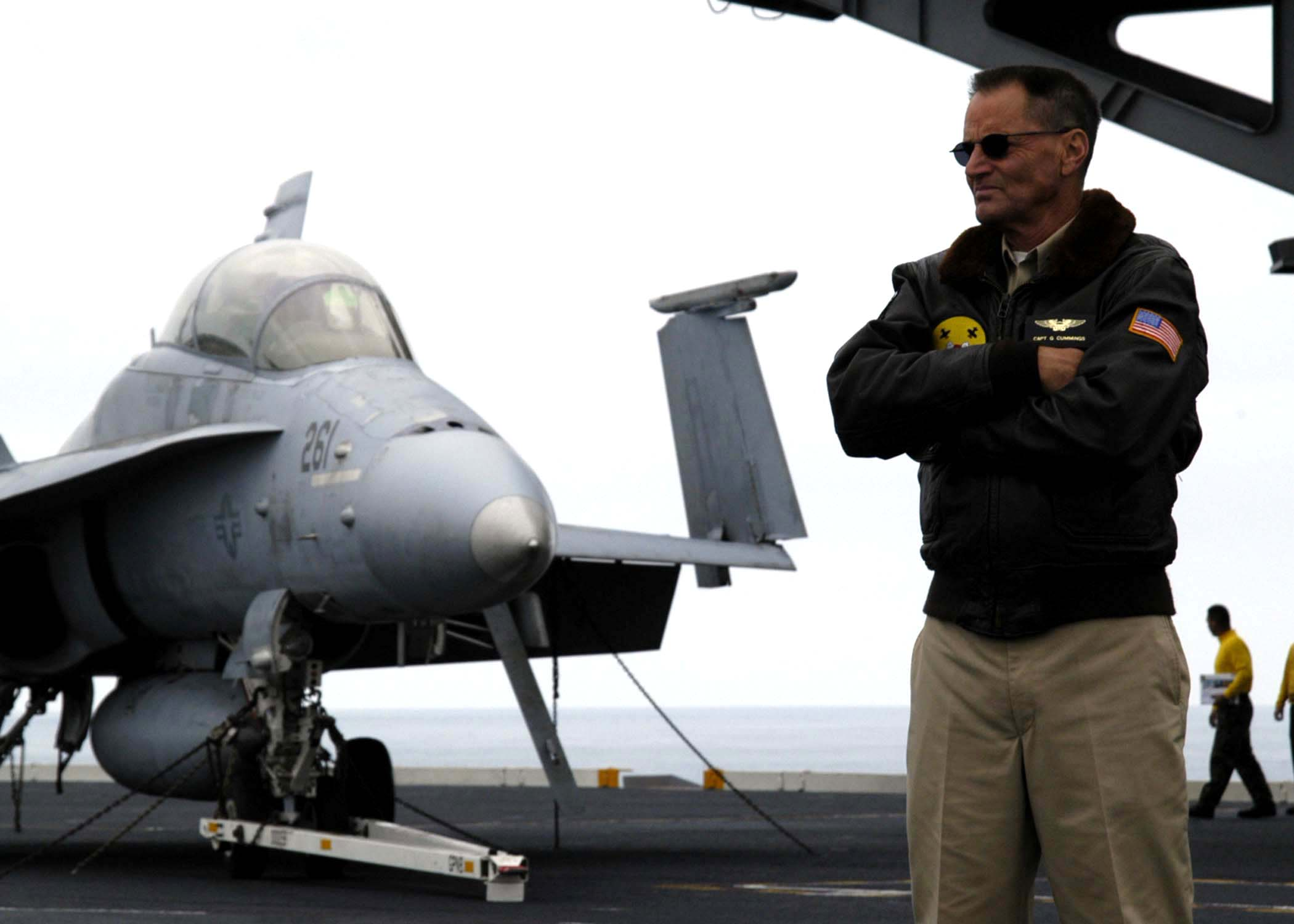
Sam Shepard während der Dreharbeiten auf der Abraham Lincoln
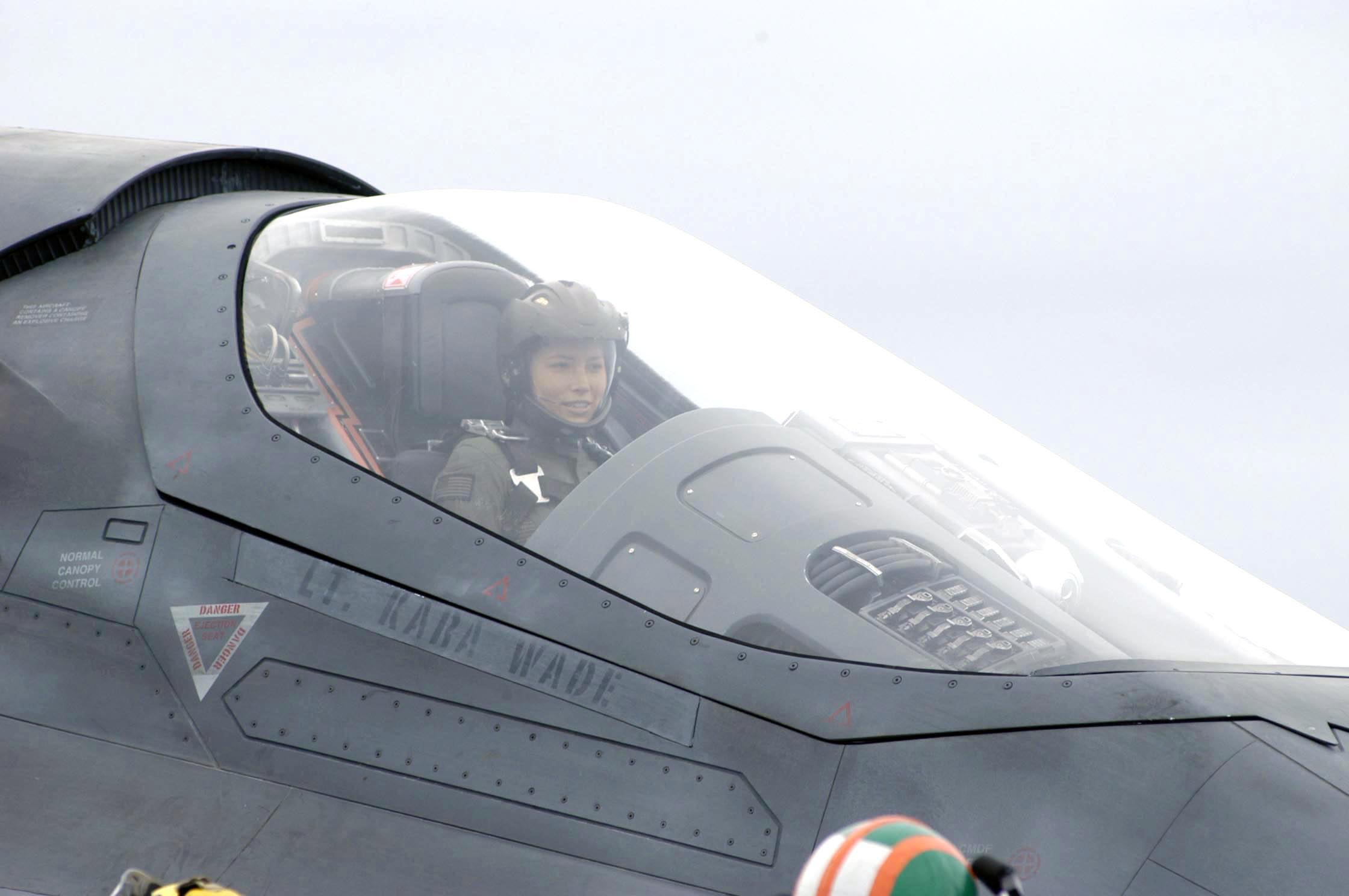
Jessica Biel
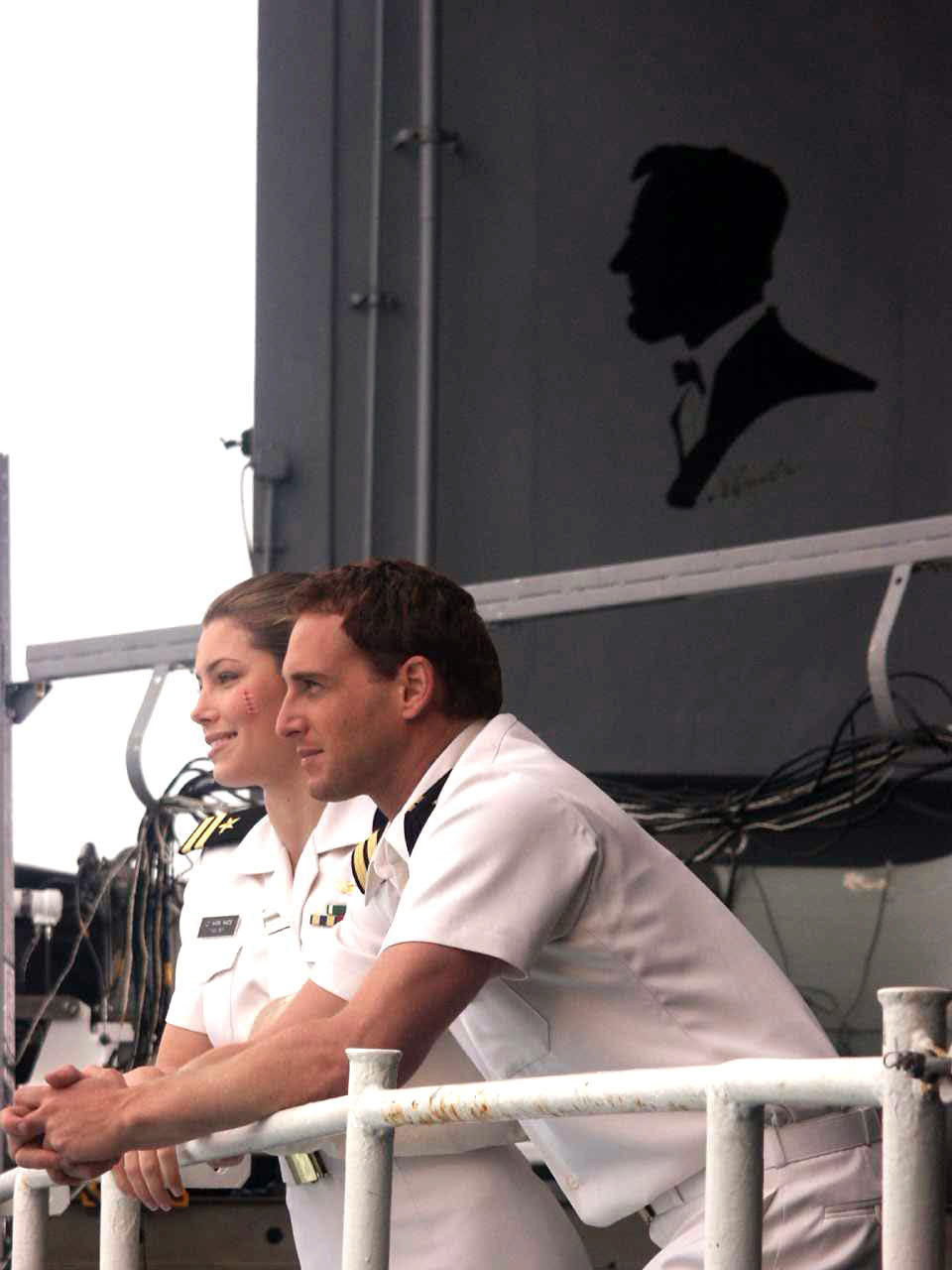
Jessica Biel und Josh Lucas
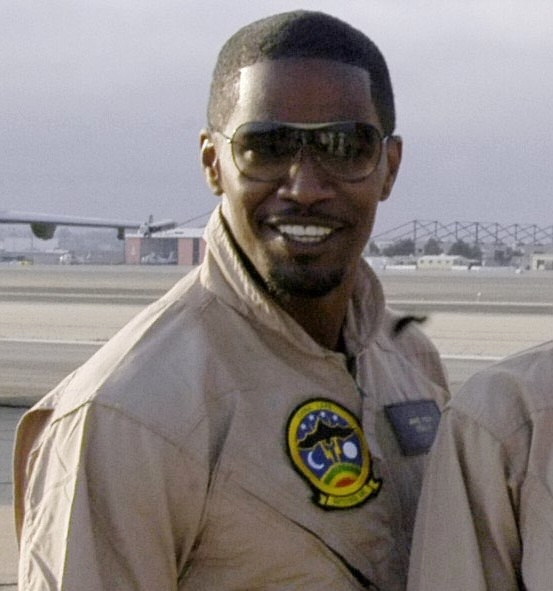
Jamie Foxx
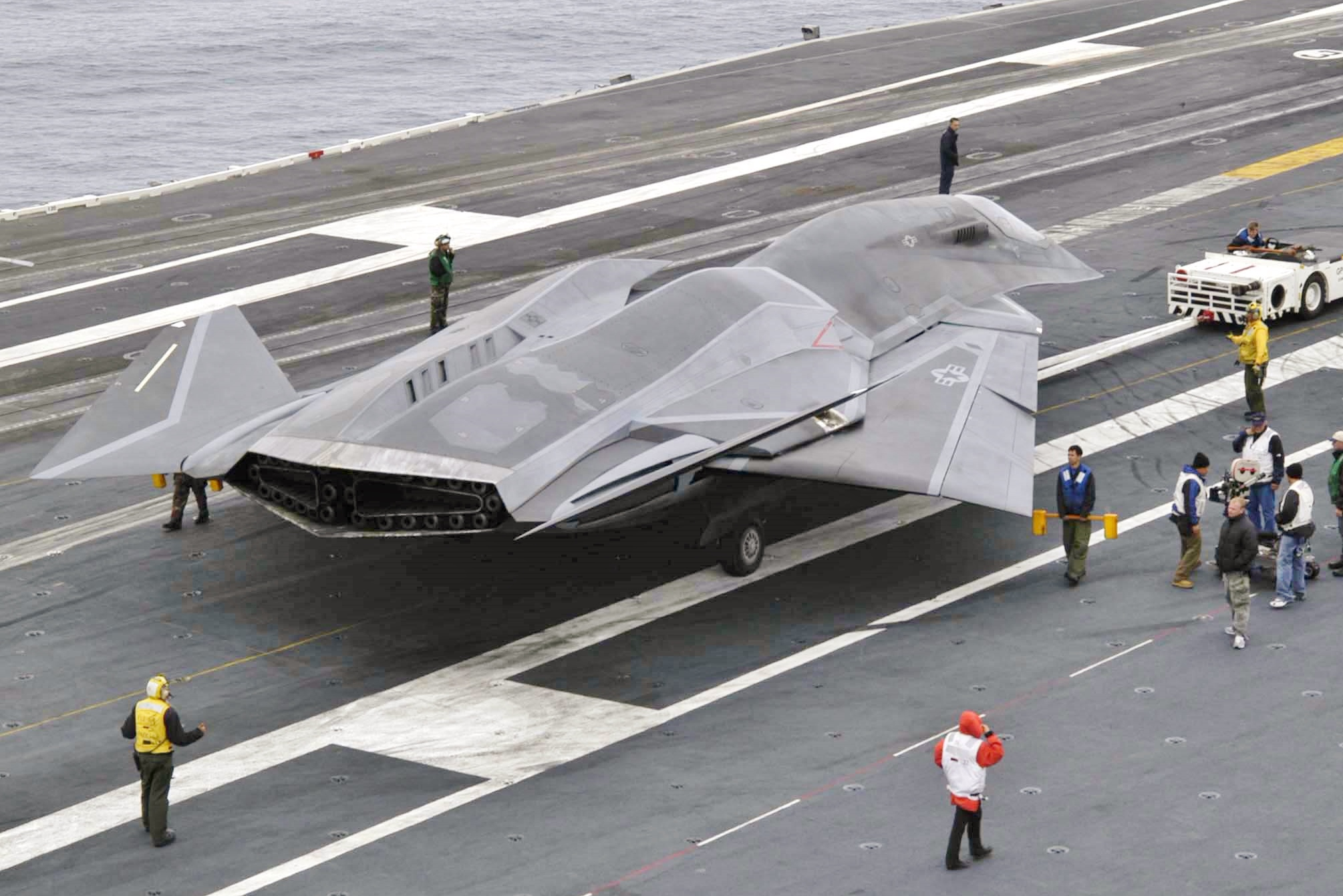
F/A-37 Talon
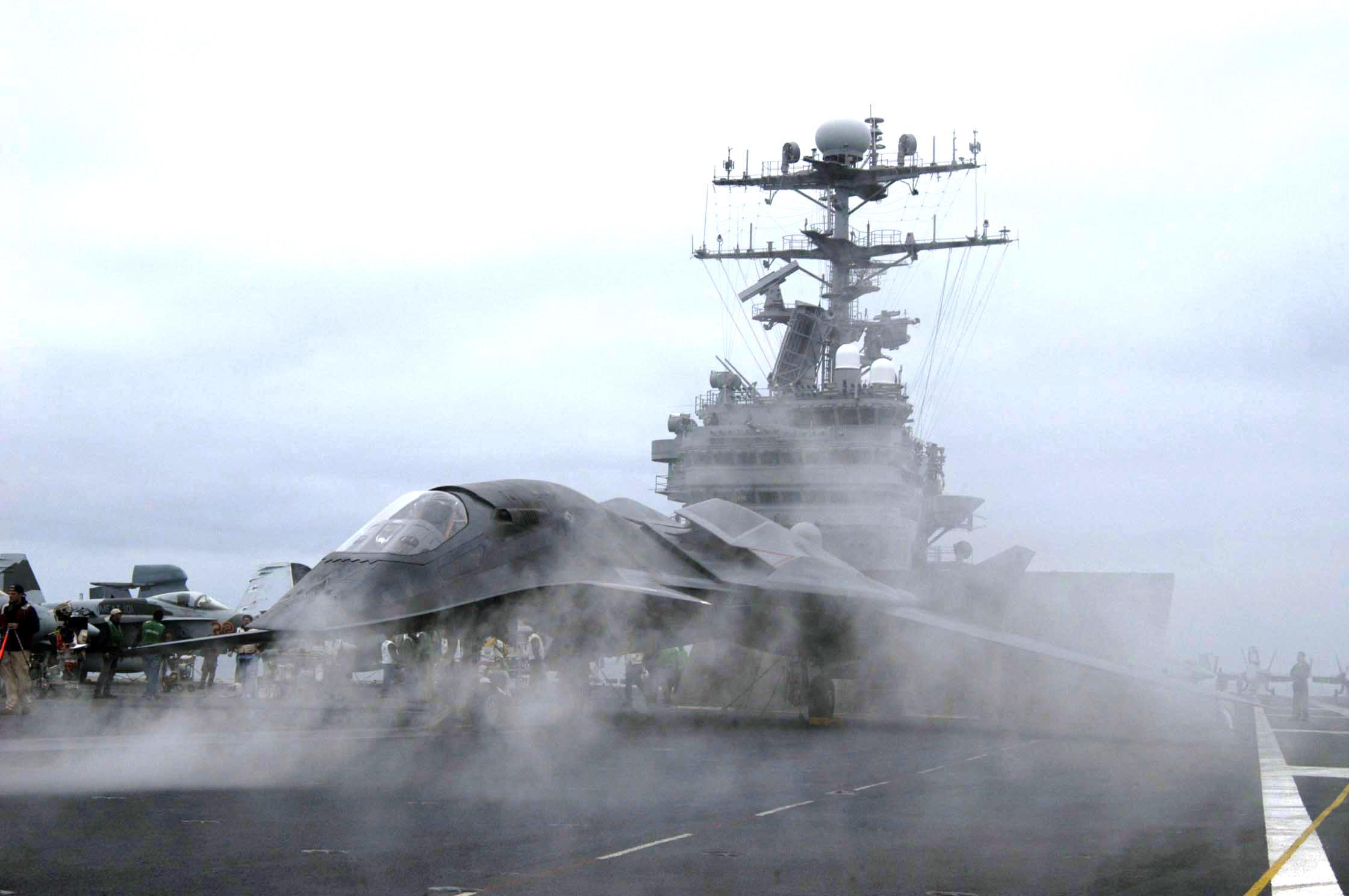
F/A-37 Talon